# Барон, Генрик

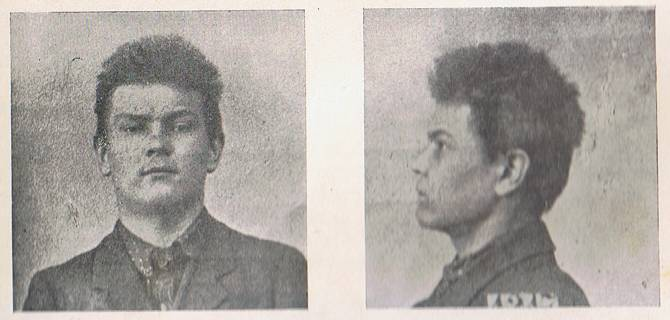
Тюремная фотография

Ге́нрик Ба́рон (пол. Henryk Baron, 2.12.1887 г., Варшава, Царство Польское, Российская империя — 9.05.1907 г., Варшава) — польский революционер, член Боевой организации ППС, участник многих террористических актов против представителей российской власти.

## История
Генрик Барон родился 2 декабря 1887 года в рабочей семье. Несмотря на сложные семейные условия, он смог окончить начальную школу. С 1905 года был членом Боевой организации Польской социалистической партии.
В июне 1906 года руководство Боевой организации ППС поручило ему подготовку покушения на варшавского генерал-губернатора Георгия Скалона. Вскоре он был назначен командиром «пятёрки» Боевой организации ППС и в течение нескольких месяцев он принимал участие в десяти террористических актах.
15 августа 1906 года принял участие в Кровавой среде. В этот день он участвовал в трёх нападениях на полицейских, убив каждого из них. Во время последнего нападения был ранен и задержан. Однако, он смог убедить полицию с помощью лжесвидетелей, что получил травму во время драки в ресторане и 17 августа был отпущен. Некоторое время работал в кожевенной мастерской в Варшаве.
26 сентября 1906 года покинул пределы Царства Польского, переехав в Краков. В январе 1907 года нелегально вернулся в Варшаву. 29 января 1907 года он был арестован у себя дома и отправлен в X павильон Варшавской цитадели. Был предан одним из подчинённых руководимой им «пятёрки». Генрик Барон признал себя виновным во всех совершённых им террористических актах.
29 апреля 1907 года варшавский Окружной военный суд приговорил Генрика Барона к смертной казни. 2 мая 1907 года варшавский генерал-губернатор Георгий Скалон подписал судебный приговор.
Генрик Барон был казнён 9 мая 1907 года в Александровской цитадели. Перед казнью он выкрикнул слова: «Долой самодержавие! Да здравствует революция!».

## Награды
Генрик Барон был награждён посмертно Крестом Независимости.

## Память
- В мае 1938 года на доме 58а по улице Гжибоской была установлена памятная табличка в память Генрика Барона (сегодня не существует);
- Имя Генрика Барона носят улицы в Варшаве, Ченстохове, Лодзи, Эльблонге, Тыхы, Згеже и Жирардуве.

## Источник
- Słownik Biograficzny Działaczy Polskiego Ruchu Robotniczego Tom 1, ISBN 83-05-11327-2